# Bagno Vignoni
Bagno Vignoni est une frazione de San Quirico d'Orcia, en province de Sienne, remarquable par ses bains thermaux connus dès l'Antiquité. Elle comptait 30 habitants lors du recensement de 2001 et est située à 306 m d'altitude.

## Histoire
Situé au cœur de la Toscane, au sein du Parc naturel du Val d'Orcia, sa proximité avec la via Francigena  a fait du village de Bagno Vignoni un site connu depuis l'Antiquité pour ses thermes. Au Moyen Âge, les pèlerins allant de Canterbury à Rome s'y reposaient.
Connu des Étrusques puis des Romains, La place centrale est occupée par un grand bassin rectangulaire datant du XVIe siècle, qui lui vaut son nom de Piazza delle sorgenti (Place des sources), d'où sort une eau chaude et fumante d'origine volcanique provenant du volcan éteint du Mont Amiata.
Dès la découverte des sources, les thermes de Bagno Vignoni ont été fréquentées par des personnages comme le pape Pie II, sainte Catherine de Sienne, Laurent le Magnifique et de nombreux artistes qui choisissaient le petit bourg comme lieu de villégiature,.
Bagno Vignoni en dépit des nombreux épisodes guerriers qui ont frappé le Val d'Orcia au cours du Moyen-Age,  est resté intact. Il constitue un point de départ pour visiter la région, notamment Pienza et Montalcino, deux petits centres  représentatifs de la Renaissance italienne.
Les eaux qui jaillissent des thermes coulent le long de la pente escarpée du Parc naturel des Moulins : c'est là qu'on trouve, cachés dans le maquis méditerranéen, quatre moulins médiévaux creusés dans la roche qui revêtirent une importance particulière pour l'économie locale puisque la source d'énergie intarissable en garantissait le fonctionnement, y compris l'été, lorsque les autres moulins de la région étaient à l'arrêt en raison de l'assèchement des fleuves.
Le village est encore un centre de cure thermale avec Bagni San Filippo et San Casciano dei Bagni.

## Architecture
Outre un passage couvert (loggiato) entre le bassin et l'établissement ancien des bains, plusieurs grands bâtiments entourent le site dont l'église Saint-Jean-Baptiste, qui contient les fresques de la Resurrezione di Cristo de Ventura Salimbeni.

## Vues

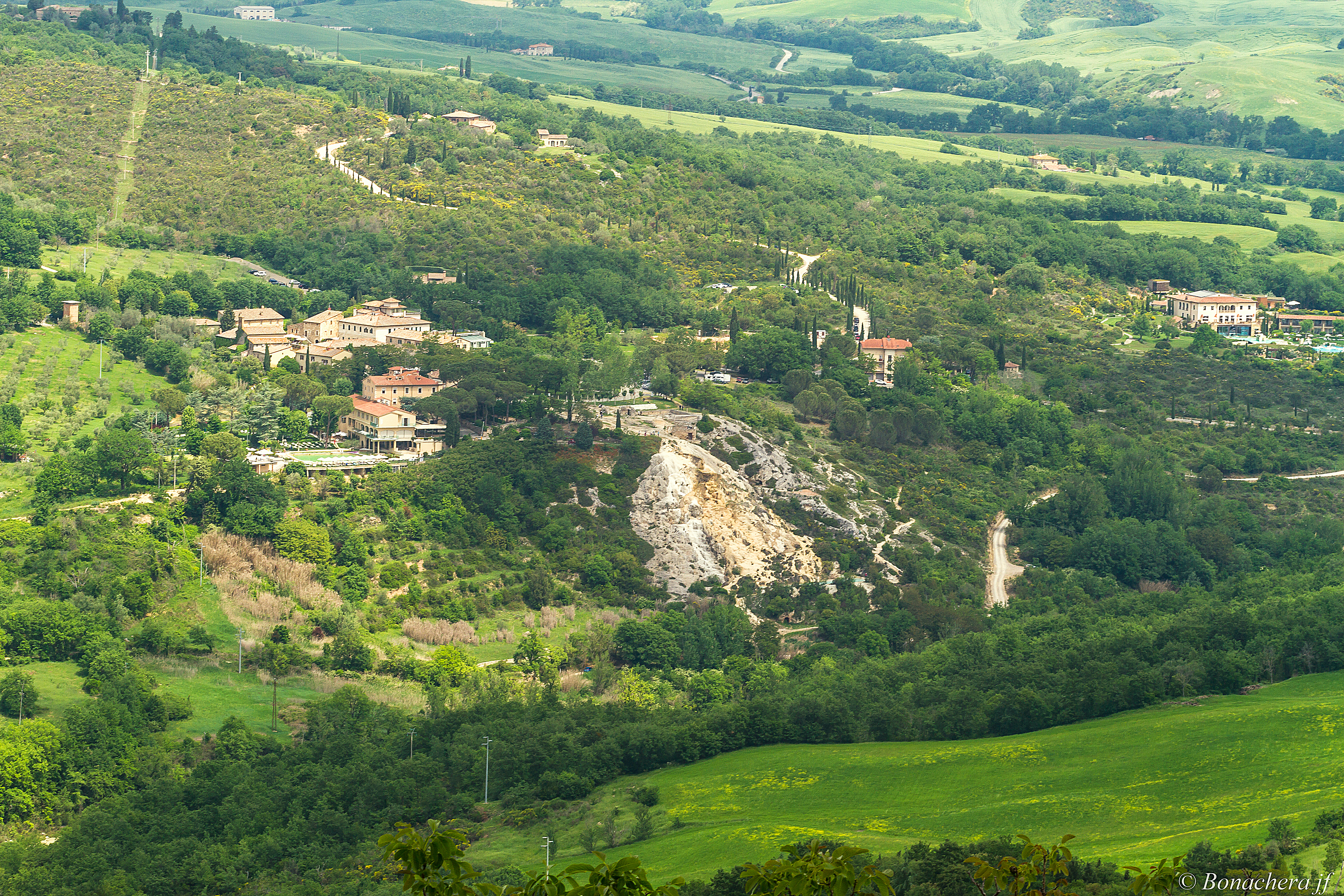
Bagno Vignoni vu depuis la Rocca d'Orcia.
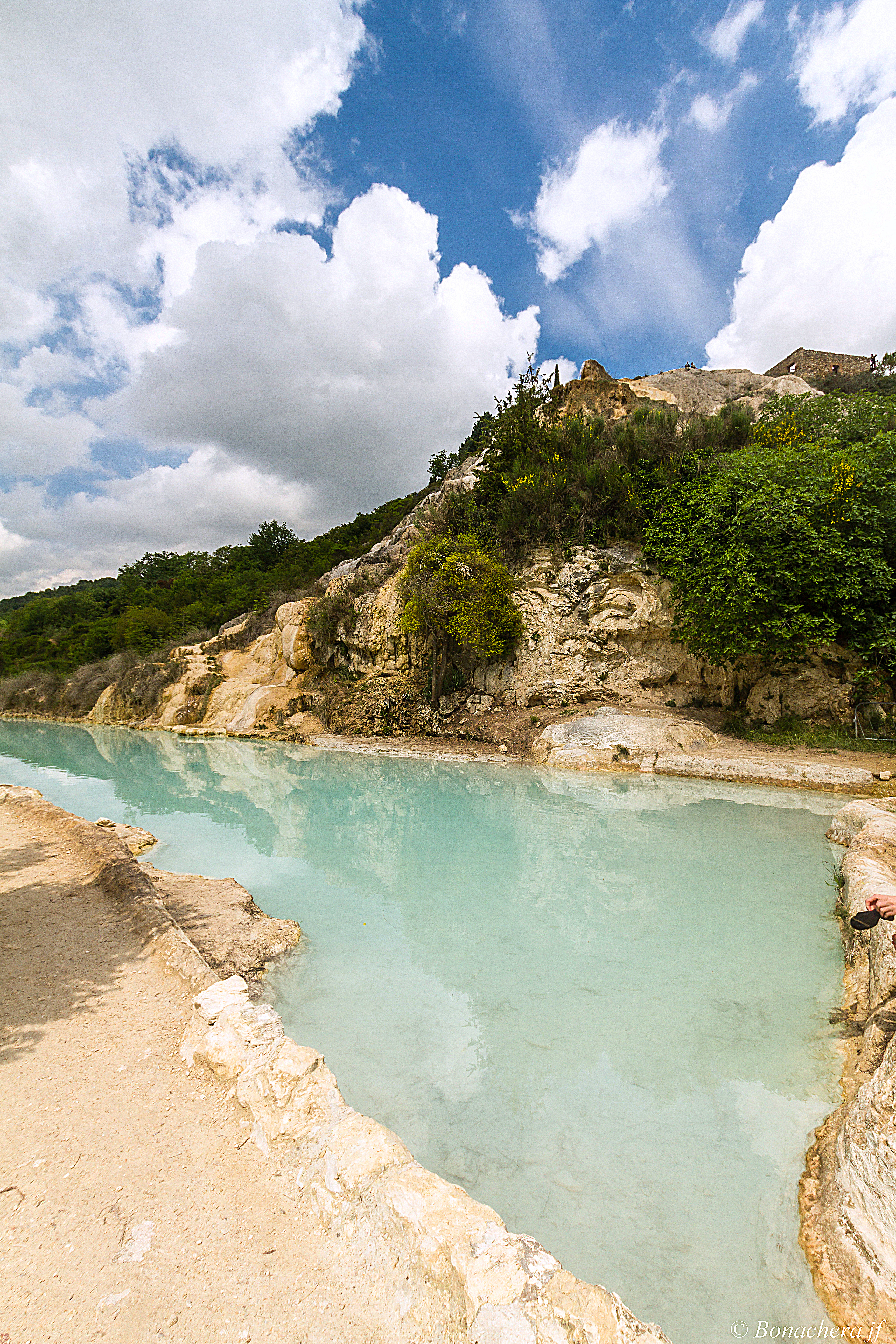
Les anciens thermes romains, au-dessous du déversoir.
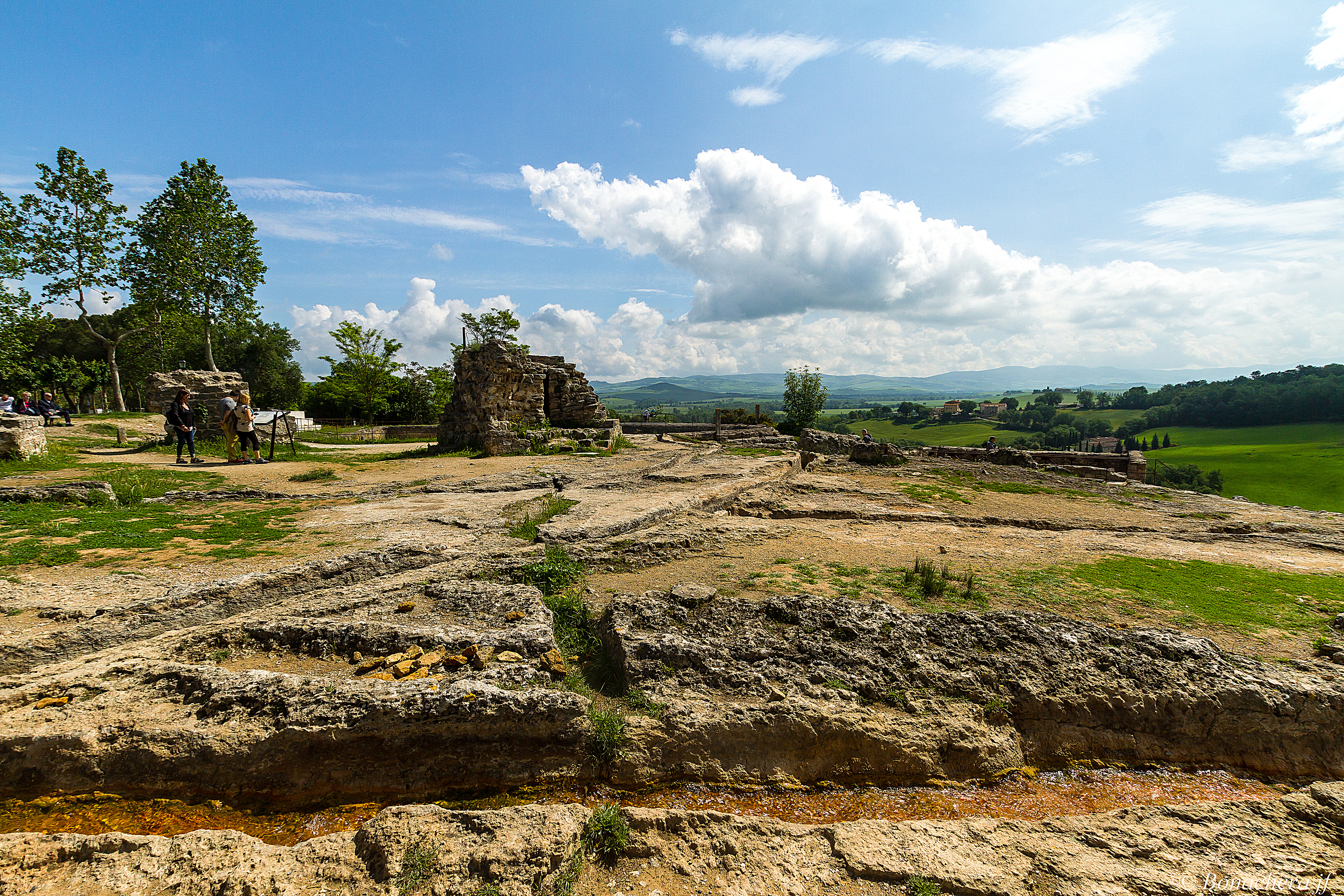
Parc des moulins.
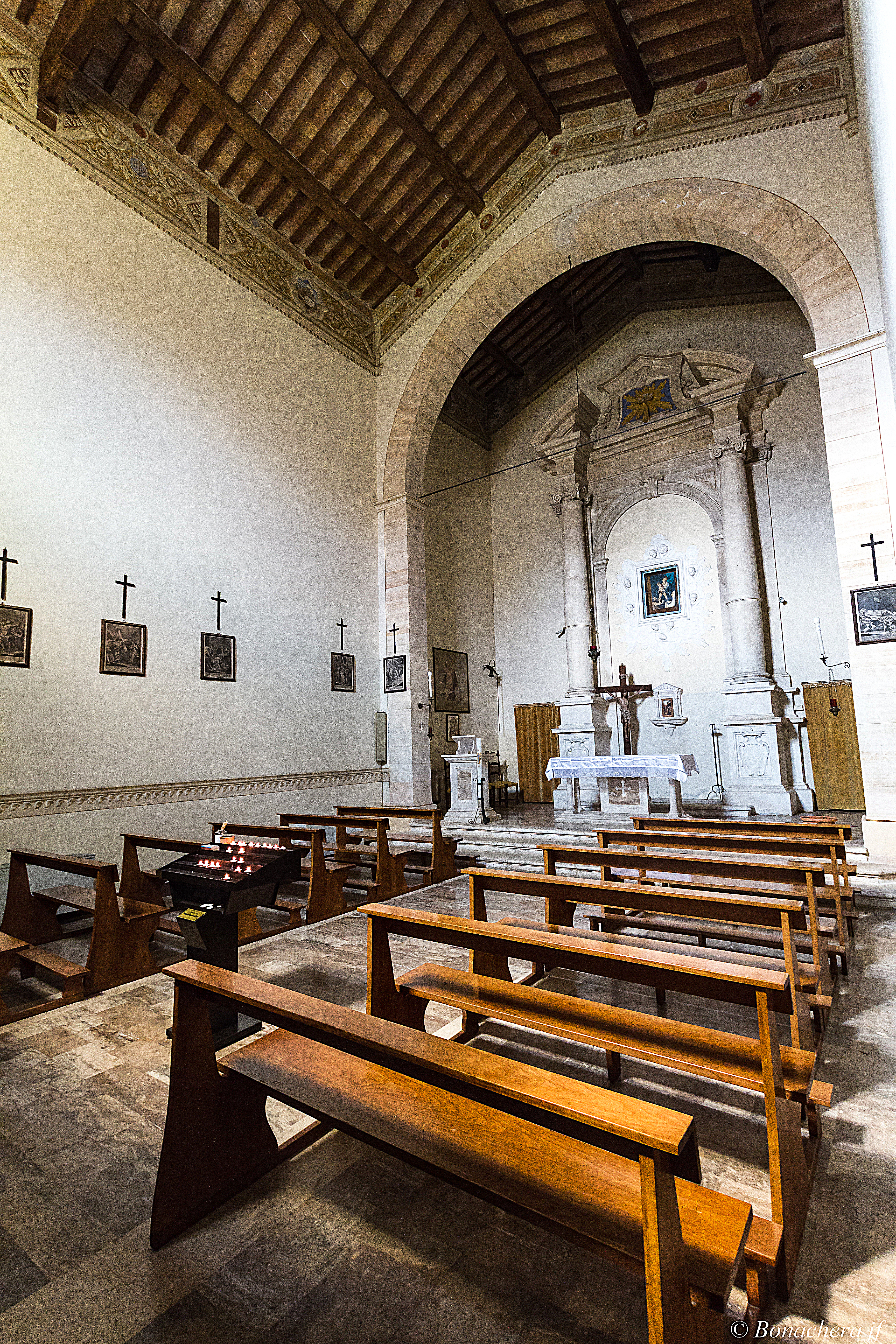
Intérieur de l'église.

## Au cinéma
- Andreï Tarkovski a tourné à Bagno Vignoni des scènes de son film Nostalghia (1983)[1].